# Strymon ziba
Strymon ziba is een vlinder uit de familie van de Lycaenidae. De wetenschappelijke naam van de soort werd als Thecla ziba in 1868 gepubliceerd door William Chapman Hewitson.

## Synoniemen
- Thecla thulia Hewitson, 1868
- Thecla diaguita Hayward, 1949
- Strymon baptistorum Johnson, Eisele & MacPherson, 1990
- Strymon dondiego Johnson & Adams, 1997
- Strymon profusorubrus Le Crom & Johnson, 1997
- Strymon lecromi Johnson, 1997
- Strymon spinatus Austin & Johnson, 1997
- Strymon latamaculus Austin & Johnson, 1997
- Strymon pallidulus Austin & Johnson, 1997
- Strymon tholus Austin & Johnson, 1997